# Мухтар Кент
Мухтар Кент (англ. Muhtar Kent, 1952, Нью-Йорк, США) — американо-турецький бізнесмен турецького походження, в даний час президент і генеральний директор The Coca-Cola Company. Призначений генеральним директором компанії в 2008.

## Молодість
Народився в 1952 в Нью-Йорку, де його батько, Недждет Кент, був турецьким генеральним консулом (старшого Кента називали «турецьким Шиндлером» через те, що він ризикував життям, щоб врятувати євреїв під час Другої світової війни).
Після закінчення середньої школи Тарсусу в Туреччині в 1971, виїхав до Великої Британії, щоб вчитися в Університеті Халла. Отримав диплом в 1978, закінчивши факультет економіки. Згодом Кент отримав ступінь магістра в Міському Університеті Лондона.
Згодом повернувся до Туреччини, щоб виконати свій військовий обов'язок. Після військової служби повернувся в США з 1 000 доларів у кишені, де жив зі своїм дядьком в Нью-Йорку.

## Професійна кар'єра
Знайшов роботу в компанії Кока-кола через газетне оголошення. Він роз'їжджав по країні на вантажівках, щоб продати кока-колу, і, таким чином, вивчив її розподіл, маркетинг і систему логістики.
У 1985 переведений на посаду генерального директора Кока-коли в Туреччині та Середній Азії, перемістив штаб компанії з Ізміру в Стамбул. Три роки потому, він призначений віце-президентом Coca-Cola International, відповідальної за 23 країни в області від Альп до Гімалаїв. Проживаючи у Відні, він працював на цій посаді до 1995 року.
У 1995 став керуючим директором Coca-Cola Europe. Через два роки він збільшив товарообіг компанії приблизно на 50%.
У 1999 покинув компанію Кока-кола після 20 років роботи. Приїхавши до Туреччини, прийняв посаду головного керівника Anadolu Efes в Групі компаній «Anadolu», однієї з найбільших в Європі міжнародних фірм, що спеціалізуються на напоях. Він розширив територію роботи компанії від Адріатики до Китаю.
У травні 2005 він повернувся в компанію Кока-кола майже через 6 років і був призначений президентом і головним операційним директором компанії в Північній Азії, Євразії та Близькому Сході.
У січні 2006 переведений на нещодавно створену посаду президента міжнародних операцій, де був відповідальний за всі операції, що проводяться за межами Північної Америки, і всі президенти компанії за межами Північної Америки підпорядковувалися йому.
Його успішна кар'єра привела його на зустріч на вищому рівні The Coca-Cola Company, на якій його призначили головою і генеральним директором компанії з 1 липня 2008.

## Особисте життя
Одружений з Дефне Кент, дочкою всесвітньо відомого турецького юриста, професора Ільхана Лютема. У пари є дві дитини. Є членом Спортивного Клубу Galatasaray.